# 怪火
怪火（かいか）は、原因不明の火が現れる怪異現象。

## 概要
鬼火、人魂、ウィルオウィスプなど、世界各国に事例があり、特に陰湿な気候の土地に多く見られる。
伝説上においては、こうした火は現世をさまよう死者の霊、悪魔や妖怪の仕業、妖精の悪戯などともいわれ、多くの場合は人間の恐怖の対象となる。怪火が現れた後に人間が死んだという、怪火が死を予告しているかのような話も各国にみられる。ドイツやスコットランドには、怪火の現れる場所には財宝が埋れているという俗信があり、金銀の精気、または財宝を副葬品として葬られた人間の霊だとも伝えられている。UFOと結び付けられて考えられることもある。
かつて原因不明とされた怪火の中にも、セントエルモの火や不知火のように、近年では放電による発光現象や大気光学現象として原因が解明されているものもあり、ほかの怪火についても、可燃性ガスの引火、球電、流星の落下、松明などの単なる照明用の火や人工物の錯覚・誤認、人間の悪戯など多くの説が唱えられている。怪火とされる現象のほとんどは、こうした自然現象、誤認、錯覚にすぎないとの指摘もある。

## 各地の怪火

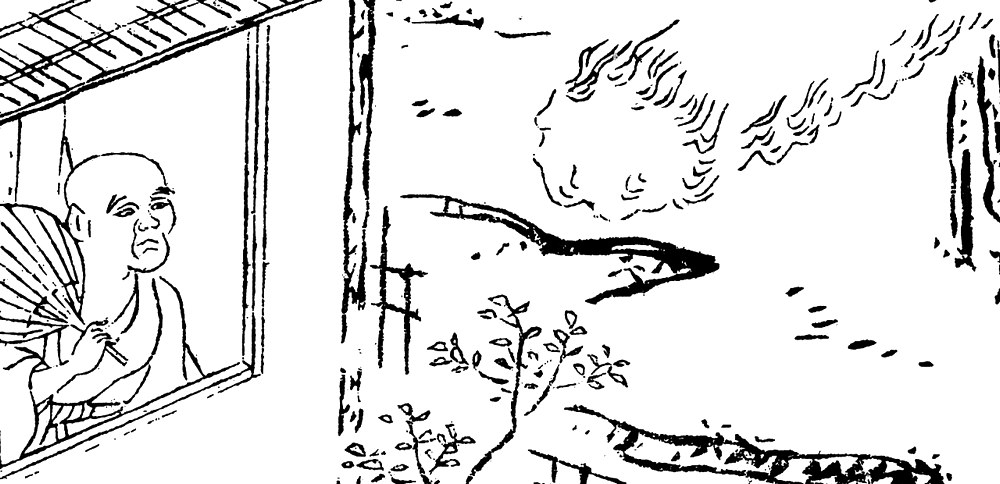
『西播怪談実記』より「佐用春草庵是休異火を見し事」

前述の鬼火や人魂以外にも、狐火や不知火など、さまざまな怪火の伝承の事例がある。
筬火（おさび）
宮崎県延岡地方で明治時代中期まで目撃談があった怪火。雨の降る夜、延岡の三角池と呼ばれる池に2つ並んで現れる火の玉。ある女が筬（おさ、織機の付属品）をほかの女に貸し、後にその筬を返してもらおうとしたところ、すでに返した、まだ返してもらっていないと言い争いになり、誤って2人とも池に落ち、その怨念がこの怪火となり、その後もなお2つの火が争いを続けていたという。この怪火を見た者には、良くないことが続けて起こるともいわれる。
オボラ
愛媛県大三島に伝わる怪火。亡者の霊火とされる。同県越智郡宮窪村（現・今治市）では「オボラビ」といって、海の上や墓地に正体不明の怪火が現れる伝承があり、これらが同一視されていることもある。
金の神の火（かねのかみのひ）
愛媛県・怒和島に伝わる。民俗学研究所による『総合日本民俗語彙』に記述がある。
大晦日の夜更け、怒和島の氏神（社殿）の後ろに現れる提灯のような火。人がわめいているような音を出すのが特徴で、土地の人々の間では、これの出現は歳徳神の出現の知らせと見なされている。
金火（きんか）
江戸時代の奇談集『三州奇談』にあるもの。上使街道八幡や小松で現れるという、火縄のような怪火。
蜘蛛火（くもび）
奈良県磯城郡纏向村（桜井市）に伝わる怪火。数百匹のクモが一塊の火となって空を飛び、これに当たると死ぬといわれる。
似たもので、岡山県倉敷市玉島八島で、クモの仕業といわれる「蜘蛛の火」がある。島地の稲荷社の森の上に現れる赤い火の玉で、生き物または流星のように山々や森の上を飛び回っては消えるという。
播州（現・兵庫県）の怪談集『西播怪談実記』のうち「佐用春草庵是休異火を見し事」では、播州佐用郡佐用村（現・同県佐用町）に怪火が出現し、人々が「くも火だったのだろうか」と語ったというが、詳細は明らかになっていない。
権五郎火（ごんごろうび）
新潟県三条市本成寺地方に伝わる。五十野の権五郎という名の人物が旅の博打打ちとサイコロの博打で争った末に大勝ちし、良い気持ちで帰っていたところ、夜道を追って来た相手の博打打ちに殺害され、その怨念が怪火と化したものとされる。付近の農家では、この権五郎火は雨の降る前触れとされており、権五郎火を見た農民は稲架の取り込みを急いだといわれている。

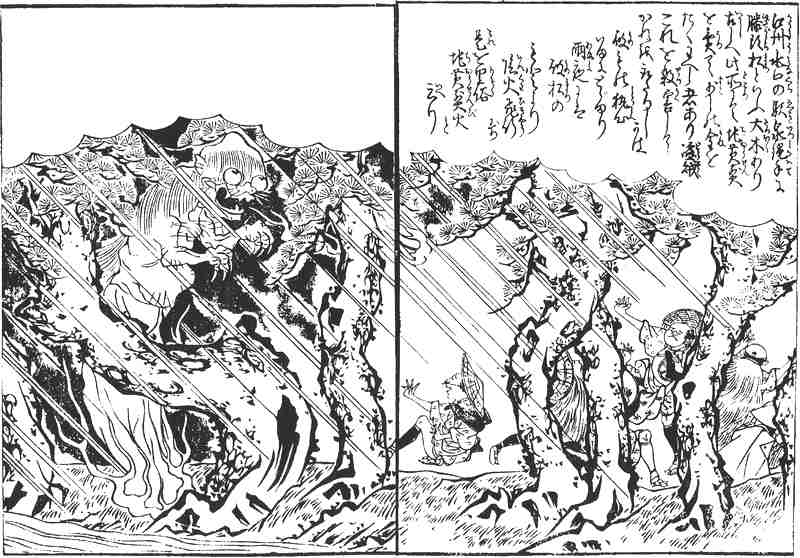
速水春暁斎・画『絵本小夜時雨』より「地黄煎火」

地黄煎火（じおうせんび）
江戸時代の読本『絵本小夜時雨』にあるもの。江州水口（現・滋賀県甲賀市）で、ある者が地黄煎（飴の一種）を売って暮していたが、盗賊に殺され、金を奪われた。その物の執心が怪火となり、雨の夜を漂ったという。
スウリカンコ
青森県八戸市大館塩入に伝わる怪火。名は「汐入村のカン子」の意。かつてカン子という美女が多くの男性から求婚されたが、好きな男がいるために断ったところ、それを不快に思った男たちにより新井田川に生き埋めにされ、以来、この怪火が飛ぶようになった。後にその場所には磐城セメントの工場が建った際、カン子を弔う祠が建てられたという。
煤け提灯（すすけちょうちん）
新潟県に伝わる。雨の夜、湯灌の捨て場から火の玉が飛び出し、ふわふわ飛び回るという。
野火（のび）
土佐国（現・高知県）の長岡郡に伝わる。山中や人里を問わず出現する。傘程度の大きさの火の玉が漂って来たかと思うと、突然弾けて数十個もの星のような光となって地上から高さ4,5尺ほどの空中に広がり、ときにはその範囲は数百間にも渡る。草履に唾をつけて招くと、頭上に来て煌々と空中を舞うという。
尻屋埼灯台（しりやざきとうだい）
青森県下北郡東通村の尻屋崎に存在する灯台で1945年に米軍に空襲され運用不能になったにもかかわらず、1946年の夏に夜になると光りだすことが確認され、灯台長代理が公文書「灯台の怪火について」として灯台局に報告された。8月に仮復旧し謎の光はなくなった。